# Титов, Владимир Фёдорович (легкоатлет)
Влади́мир Фёдорович Тито́в (1 мая 1941 — 20 октября 2023) — советский легкоатлет, специалист по метанию диска. Выступал на всесоюзном уровне в 1970-х годах, двукратный бронзовый призёр чемпионатов СССР, победитель первенств всесоюзного и всероссийского значения. Представлял Петрозаводск и спортивное общество «Спартак». Мастер спорта СССР. Тренер по лёгкой атлетике, преподаватель.

## Биография
Владимир Титов родился 5 октября 1941 года. Уроженец Петрозаводска, заниматься лёгкой атлетикой начал в возрасте 17 лет в местной секции, затем тренировался во время службы в спортивном батальоне на территории Ленинградской области — становился призёром армейских первенств. По возвращении в Петрозаводск вступил в добровольное спортивное общество «Спартак».
Первого серьёзного успеха на всесоюзном уровне добился в сезоне 1972 года, когда на чемпионате СССР в Москве с результатом 58,38 завоевал бронзовую награду в зачёте метания диска, уступив лишь Владимиру Ляхову и Виктору Пензикову. Позднее также одержал победу на турнире в Ессентуках, метнув диск на 61,84 метра.
В сентябре 1973 года превзошёл всех соперников на всесоюзных соревнованиях в Алуште (61,02).
На чемпионате СССР 1974 года в Москве с результатом 59,20 вновь взял бронзу — на этот раз его обошли Вельо Куусемяэ и Виктор Гутор. Позже победил на домашнем турнире в Петрозаводске, установив свой личный рекорд в метании диска — 61,90 метра (до настоящего времени данный результат остаётся действующим рекордом Карелии).
В июне 1975 года отметился победой на соревнованиях в Воронеже (59,18).
В октябре 1977 года победил на всесоюзном турнире в Алуште, показав в метании диска результат 60,02 метра.
После завершения спортивной карьеры работал преподавателем в Петрозаводском государственном университете и Петрозаводском педагогическом училище, тренировал легкоатлетов петрозаводского «Спартака». С 2006 года — тренер-преподаватель Спортивной школы олимпийского резерва № 3 города Петрозаводска. Отличник физической культуры и спорта Российской Федерации. Заслуженный работник физической культуры Республики Карелия.
Скончался 20 октября 2023 года на 83-м году жизни.